# Leslie Shatz
Leslie Shatz (geb. vor 1974) ist ein Tonmeister und Tongestalter.

## Leben
Shatz begann seine Karriere Anfang der 1970er Jahre und arbeitete zunächst an einigen Dokumentarfilmen. Sein Spielfilmdebüt hatte er 1973 mit dem Horrorfilm An Eye for an Eye. Im darauf folgenden Jahr wirkte er an John Carpenters Filmdebüt Dark Star – Finsterer Stern mit. Zu seinen weiteren erwähnenswerten Filmen zählen Francis Ford Coppolas Apocalypse Now, Irvin Kershners Das Imperium schlägt zurück und David Lynchs Der Wüstenplanet. Sein Arbeitsschwerpunkt ist der Film, er war jedoch auch für Fernsehproduktionen tätig. Zwischen 2011 und 2016 war er drei Mal für den Primetime Emmy nominiert.
Für sein Wirken beim Film erhielt er zahlreiche Auszeichnungen. Zwischen 2000 und 2014 war er vier Mal für den Golden Reel Award nominiert, 1996 erhielt er eine Nominierung für den Genie Award. Bei den Internationalen Filmfestspielen von Cannes 2005 wurde er für Last Days mit dem Prix Vulcain de l’artiste technicien ausgezeichnet. 2000 war er für Die Mumie gemeinsam mit Chris Carpenter, Rick Kline und Chris Munro für den Oscar in der Kategorie Bester Ton nominiert.

## Filmografie (Auswahl)
- 1974: Dark Star – Finsterer Stern (Dark Star)
- 1979: Apocalypse Now
- 1980: Das Imperium schlägt zurück (The Empire Strikes Back)
- 1984: Der Wüstenplanet (Dune)
- 1989: Der Rosenkrieg (The War of the Roses)
- 1992: Bram Stoker’s Dracula (Dracula)
- 1996: Scream – Schrei! (Scream)
- 1997: Good Will Hunting
- 1999: Die Mumie (The Mummy)
- 2000: Forrester – Gefunden! (Finding Forrester)
- 2004: Hidalgo – 3000 Meilen zum Ruhm (Hidalgo)
- 2008: John Rambo (Rambo)
- 2008: Milk
- 2010: All Beauty Must Die (All Good Things)
- 2011: Krieg der Götter (Immortals)
- 2013: 12 Years a Slave
- 2014: Still Alice – Mein Leben ohne Gestern (Still Alice)

## Auszeichnungen (Auswahl)
- 2000: Oscar-Nominierung in der Kategorie Bester Ton für Die Mumie
- 2005: Prix Vulcain de l’artiste technicien für Last Days